# Dělník a kolchoznice
Dělník a kolchoznice (rusky Рабочий и колхозница) je monumentální sousoší (výška 24,5 m) ve stylu socialistického realismu. Dílo vytvořila v roce 1937 sochařka Věra Muchinová pro světovou výstavu v Paříži. Pomník se nachází v Moskvě.

## Historie

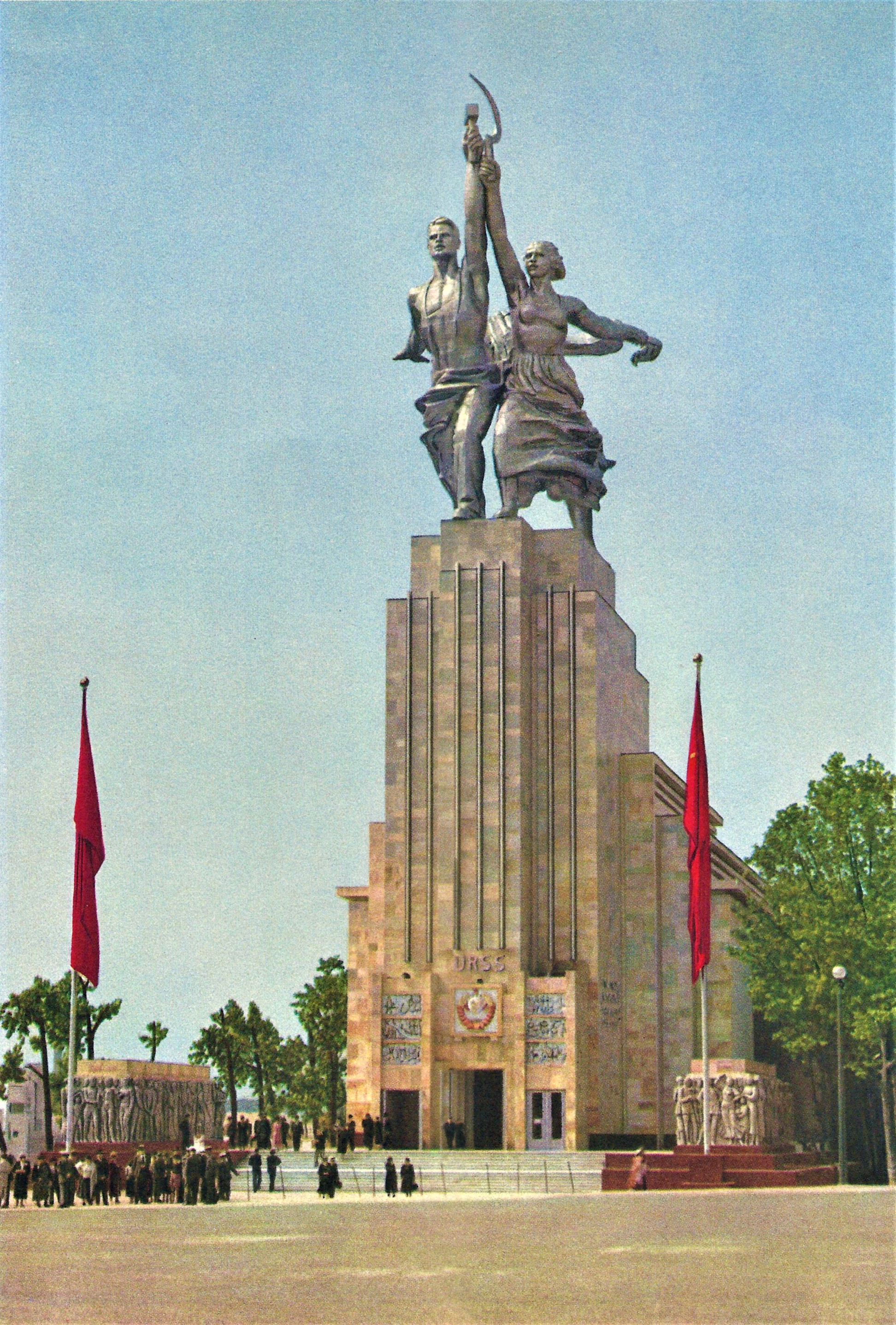
Expo 1937 v Paříži

Po opožděném schválení tohoto sousoší, zejména kvůli námitkám předsedy Rady lidových komisařů Molotova, byl vydán souhlas k jejímu vytvoření 11. listopadu 1936. Pomník byl zhotoven během pouhých tří měsíců, dokončen byl v březnu 1937. 19. března 1937 bylo sousoší rozebrané na 60 dílů odesláno ve 24 vagónech na světovou výstavu do Paříže, aby zde zdobilo sovětský pavilón. Poté bylo dílo přeneseno zpět do Moskvy, kde bylo instalováno před severním vchodem tehdejšího Výstaviště úspěchů národního hospodaření (dnes Všeruské výstavní centrum) na žulový podstavec. Od roku 1947 je socha poznávacím znamením sovětské a později ruské filmové společnosti Mosfilm.

## Restaurování
U příležitosti příprav na Expo 2010, které plánovala Moskva, bylo rozhodnuto památník zrestaurovat. Na podzim 2003 byla socha demontována. Původně měly být práce hotové v roce 2005, ale nakonec se dokončení restaurování zdrželo. Protože se nakonec Expo 2010 v Moskvě nekonalo, nastaly problémy s nedostatkem peněz a také kvůli nevyřešené otázce týkající se místa vystavení. Podle původních plánů na Expo 2010 měl stát pomník na Prospektu Míru (проспект Мира). Nakonec byl však vrácen na původní místo a 28. listopadu 2009 opět odhalen.